# スター爆笑座
『スター爆笑座』（スターばくしょうざ）は、1980年4月13日から1981年3月29日までTBSで放送されていたバラエティ番組（お笑い番組）である。放送時間は毎週日曜 14:30 - 15:00 （日本標準時）。

## 概要
毎回出演者たちが「スター・タイムトンネル」などのドラマ仕立てのコントを披露していた番組。
前期にはせんだみつお、西川峰子（後の仁支川峰子）、ツービートがレギュラーを務め、毎回女性タレントをゲストに迎えていた。後期にはツービートがメインになり、せんだと西川に替わって和田アキ子が出演するようになった。同時にゲストの傾向も変わり、以後は男性タレントも出演するようになった。

## 出演者
- せんだみつお（1980年9月28日まで）
- 西川峰子（1980年9月28日まで）
- ツービート
- 和田アキ子（1980年10月5日以降）

## スター・タイムトンネル
前期に行われていたコーナーで、出演者たちが50年後（2030年？）の東京のギンザの病院を舞台とするコントを繰り広げていた。西川がケーシー高峰扮する院長（高峰はレギュラーではない）の娘に、せんだが院長の娘の夫にして雑用係に、ツービートが常連患者にそれぞれ扮して出演。かつて一世を風靡した女性芸能人が50歳年を取った老婆になって病院を訪れ、その芸能人の過去などを見せるというものだった。